# Secret messianique

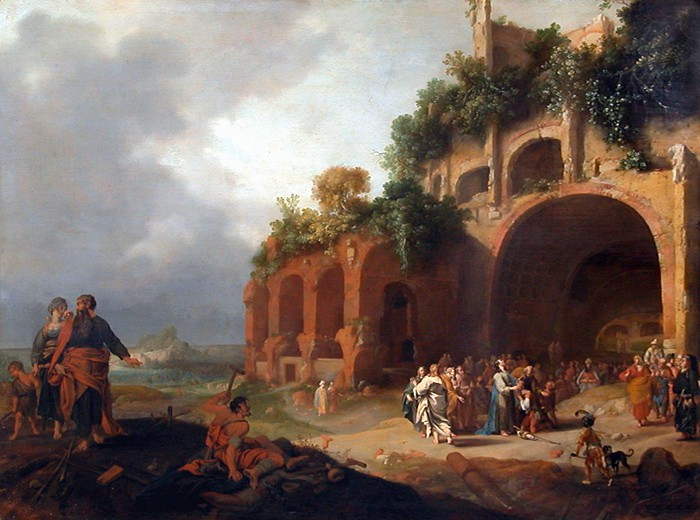
Guérison d'un sourd-muet en Décapole, par Breenbergh (1635) : « Et Jésus leur recommanda de ne dire la chose à personne (Mc 7:36). »

Le secret messianique est un thème majeur de l'exégèse biblique et de la théologie chrétienne. Il concerne avant tout plusieurs passages de l'Évangile selon Marc où Jésus de Nazareth accomplit des guérisons miraculeuses mais enjoint à ses disciples de garder le silence sur ces prodiges. Chez les biblistes, ce silence volontaire sur son rôle de messie porte le nom allemand de « Messiasgeheimnis » (« secret messianique »), expression créée en 1901 par William Wrede avec son ouvrage Das Messiasgeheimnis in den Evangelien : Zugleich ein Beitrag zum Verständnis des Markusevangeliums.
En exégèse, cette notion est indissociable de l'antériorité de Marc. Dans l'histoire du christianisme, elle recoupe les interrogations sur la manière dont les premières communautés percevaient Jésus.

## L'exhortation au silence

### Les occurrences bibliques

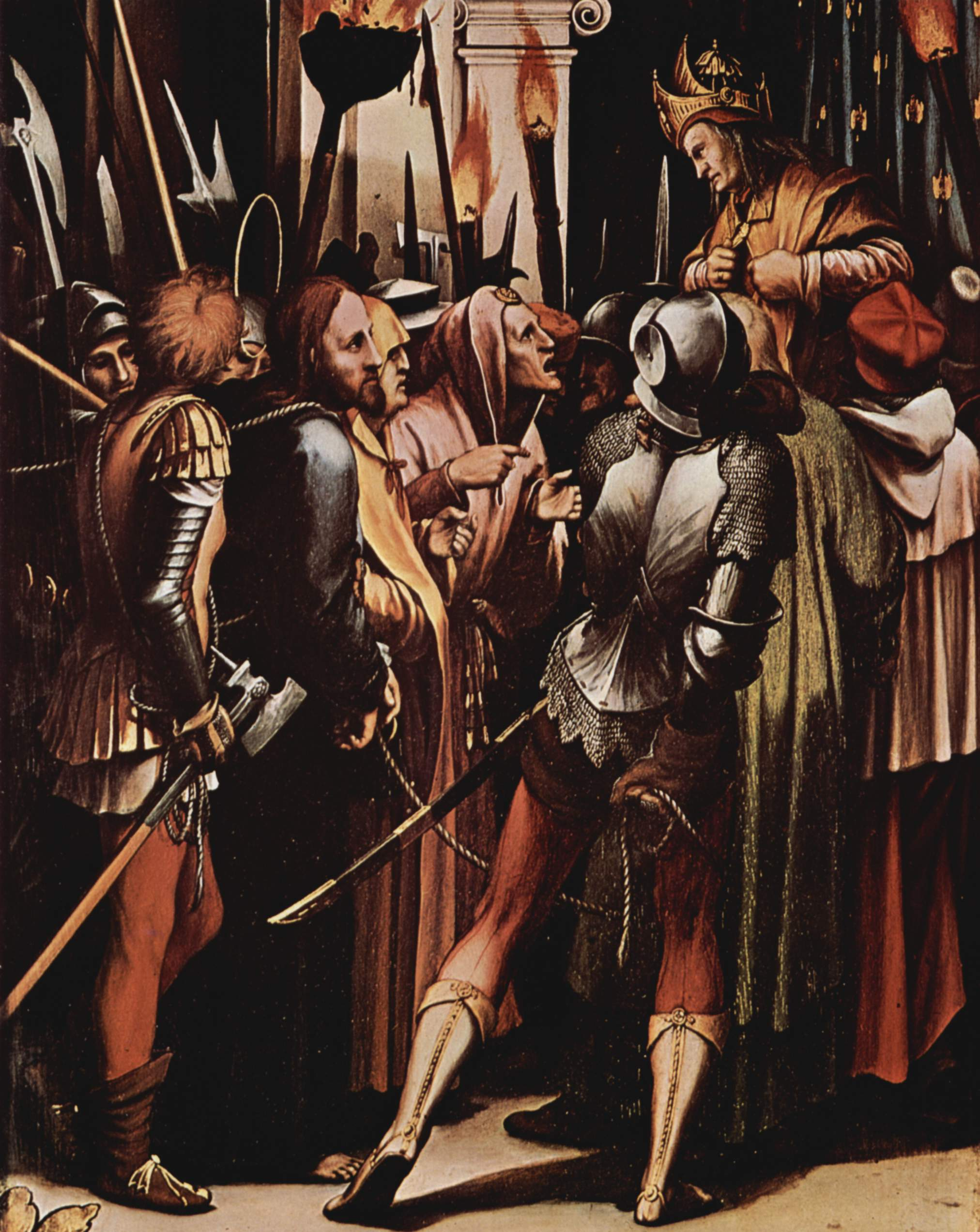
Le Christ devant Caïphe, par Holbein (v. 1523).

Plusieurs péricopes de l'Évangile selon Marc expriment une exhortation au silence de la part de Jésus. Elle s'adresse aussi bien à ceux qu'il guérit (Mc 1:44 ; 5:43 ; 7:36 ; 8:26) qu'aux disciples qui l'entourent (Mc 8:30 ; 9:9). Sur les douze miracles qu'il accomplit dans l'évangile marcien, quatre sont ainsi couverts par l'obligation du secret : la Guérison d'un lépreux en Galilée, celle de la Fille de Jaïre, la Guérison du sourd-muet de Décapole et celle de l'Aveugle de Bethsaïde, ces deux derniers récits appartenant au Sondergut de Marc. De même, les allusions à l'incompréhension des disciples (Mc 4:13-40 ; 6:50-52 ; 8:16-21 et passim) sont à situer dans la logique de cette volonté de silence.

### La cohérence christologique
L'idée sous-jacente à l'ensemble du texte marcien est en effet, comme le souligne Conzelmann, celle d'un dévoilement progressif qui commence par le secret sur la véritable nature de Jésus, aussi bien à propos des miracles que vis-à-vis des démons (1:24-25 ; 1:34 ; 3:12), se poursuit avec l'incompréhension des disciples (6:52 ; 8:17)  et ne s'achève qu'imparfaitement par la confession de Pierre (8:27-29), qui reste partielle (8:31-33). Le mystère n'est véritablement levé que lors de la comparution de Jésus devant le Sanhédrin, lorsque Jésus s'affirme comme le Fils de Dieu, déclaration qui le mène à la croix.
Pour Corina Combet-Galland, le « secret messianique » correspond à un « ressort essentiel » du texte de Marc, afin d'assurer une cohérence christologique entre les diverses traditions recueillies par l'auteur : la narration s'organise autour d'une sorte d'« épiphanie secrète » de Jésus, selon la formule de Dibelius.

## Les hypothèses exégétiques
Il est désormais admis par l'exégèse biblique que l'Évangile selon Marc, rédigé vers 68-75, est le plus ancien des quatre évangiles canoniques. Cette antériorité, fondement de la théorie des deux sources, soulève la question de l'influence de Marc sur les deux autres synoptiques, notamment à propos de la réalité messianique de Jésus. 

### Le débat exégétique auXIXesiècle

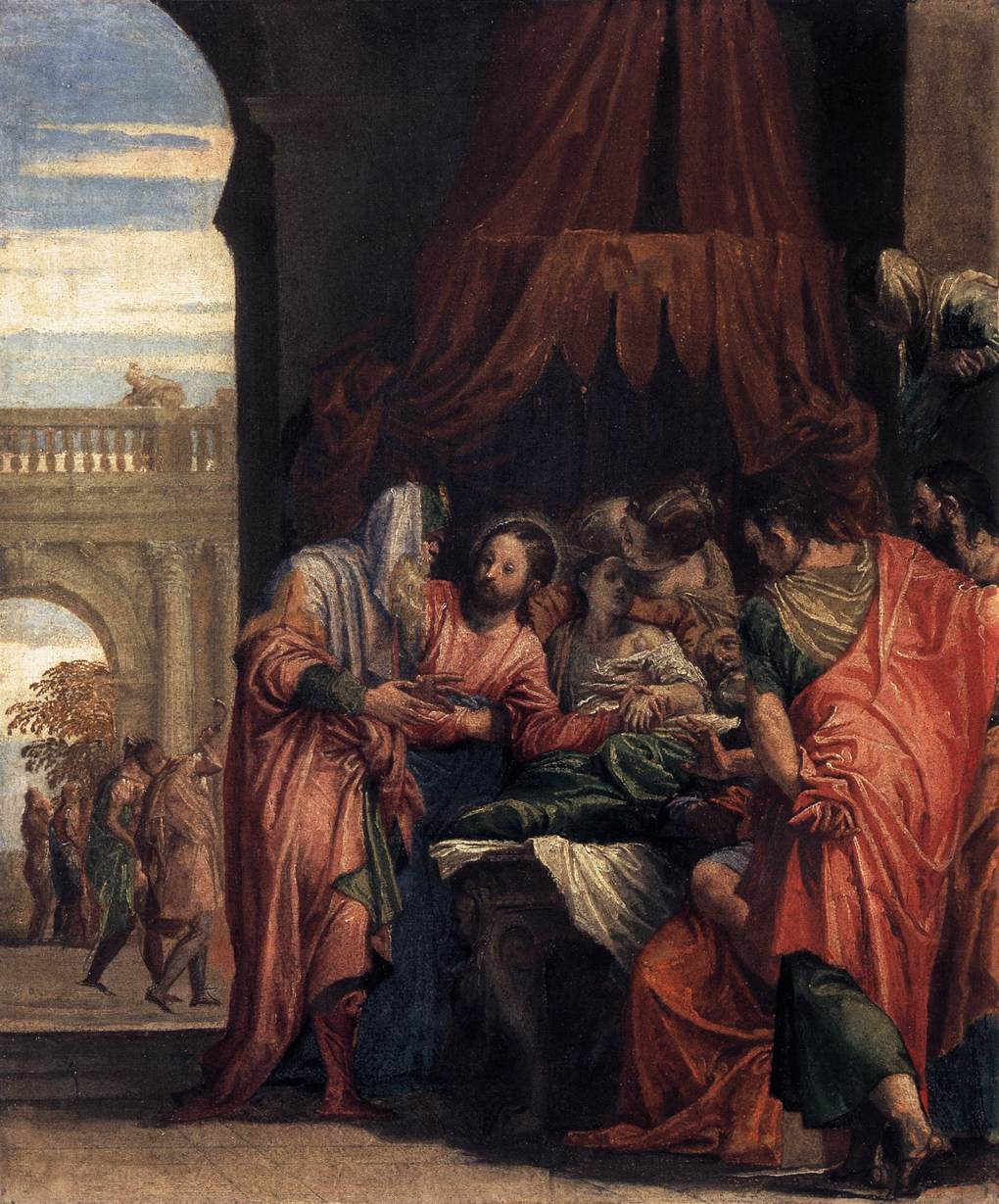
La Résurrection de la fille de Jaïre, par Véronèse (1545) : « Et il leur recommanda vivement que personne ne le sût (Mc 5:43). »

L'exégèse du XIXe siècle est marquée par les recherches de Bruno Bauer (1809-1882), selon lesquelles la plupart des notions de l'évangile marcien seraient le fait de la littérature, voire de la simple invention. Entre autres, le « secret messianique » (qui ne porte pas encore ce nom) lui apparaît comme un ajout tardif dû à une intention apologétique. Bauer considère d'une manière générale que le christianisme primitif n'apparaît qu'au début du IIe siècle et que Jésus est un personnage fictif, créé par le christianisme. 
William Wrede (1859-1906), l'un des acteurs de la première quête du Jésus historique, formalise le concept de « secret messianique », en 1901, sous le nom de « Messiasgeheimnis ». Pour Wrede, Jésus n'aurait jamais prétendu être le Messie mais, à partir de ses apparitions après Pâques, ses disciples auraient commencé à le considérer comme tel. C'est pourquoi il leur fallait mettre en accord « leurs souvenirs historiques et leur foi présente » : le silence sur la mission de Jésus ne serait donc qu'un artifice littéraire interpolé a posteriori et grâce auquel les communautés prémarciennes pouvaient justifier leur absence de consensus sur sa messianité. Ce thème lui semble donc dépourvu d'authenticité historique : il provient selon lui d'un ajout qui procède de façon rétroactive, les premiers chrétiens reversant leur croyance en la Résurrection de Jésus « sur la vie du Jésus historique, alors que celui-ci n'avait pas de conscience claire de sa messianité  ».

### L'état de la recherche auXXesiècle
En 1906, Albert Schweitzer observe que Wrede s'est contenté de reprendre une partie de la théorie de Bauer. En outre, selon Schweitzer, le fait que Wrede intègre les paraboles du Nouveau Testament au « secret messianique » affaiblit d'autant plus son argumentation. D'autres critiques s'expriment par la suite, dont celles d'Ulrich Luz dans les années 1960 ou de Daniel J. Harrington une quarantaine d'années plus tard. Harrington rappelle que, pour la majorité des exégètes, Marc énonce dès le début que Jésus est le messie : le texte suit donc une progression narrative qui culmine avec la révélation de la crucifixion. L'expression même de « secret messianique » lui paraît inappropriée, trop schématique et trop vague.
Tout en signalant que Bultmann, dans L'Histoire de la tradition synoptique (1921), a parlé de « légende » à propos de l'injonction de silence qui suit les récits de guérison miraculeuse, Camille Focant souligne qu'« il reste difficile de préciser les limites des éléments traditionnels retravaillés par Marc ». En tout état de cause, tenter de mesurer l'historicité du « secret messianique » revient dès lors à proposer une « thèse sur la manière dont la foi chrétienne s'est construite ».
De même, pour Conzelmann, la théorie du « secret messianique » reste à relativiser, d'une part en raison de l'annonce liminaire en Mc 1:1, reprise en 1:3 et en 1:11, qui présente d'emblée Jésus comme le Christ, le Seigneur et le Fils de Dieu : cette triple proclamation est incompatible avec une telle hypothèse. D'autre part, poursuit Conzelmann, l'exhortation au silence ne s'adresse qu'aux démons (1:24-25 ; 3:11-12), pratique normale pour un exorciste qui entend démontrer sa puissance. Or, en ce qui concerne les miracles, il en va tout autrement : soit l'ordre ne porte pas sur l'événement en lui-même mais sur l'un de ses aspects (1:44 ; 5:43), soit Jésus n'exige aucun secret dans de nombreux cas (1:29-31 ; 2:1-12 ; 4:35-41 ; 5:1-20 ; 5:25-34 et passim), voire envisage le prodige comme un « témoignage » de sa mission (1:44 ; 5:19). Le thème de l'incompréhension des disciples, quant à lui, n'est pas systématique chez Marc et s'inscrit surtout dans la perspective de la crucifixion à venir : les disciples ne doivent pas raconter trop tôt ce qu'ils ont vu, ils doivent en dire le moins possible avant que Jésus ait connu la souffrance, la mort et la résurrection (8:31-33 ; 9:1-10), indissociables de sa messianité. En d'autres termes, l'évangéliste « donne une forme narrative à un essai christologique ».